# Собор Непорочного Зачаття Пресвятої Діви Марії (Пекін)
Собор Непорочного Зачаття Пресвятої Діви Марії (також відомий як «Собор біля воріт Сюаньу» (кит.: 宣武门天主堂) та «Південний собор» (кит.: 南堂)) - історичний католицький собор у центрі Пекіна.

## Історія
Датою заснування собору вважають 1605. Коли італійський єзуїт Маттео Річчі на початку XVII століття прибув до Пекіна, то імператор відвів йому під резиденцію місце, яке знаходилося трохи на захід від нинішнього розташування собору. До резиденції прибудовано будинок у китайському стилі, лише хрест на даху якого вказував, що насправді це християнська церква. Її тоді називали "Капелою біля воріт Сюаньу".
У 1650 на місці Капели біля воріт Сюань під керівництвом німецького єзуїта Йоганна Адама Шалла фон Белла почалося будівництво нової церкви. Роботи завершено протягом двох років. Імператор Шуньчжі, який добре ставився до єзуїтів, бував тут не менше двох десятків разів, і в церкви була поміщена стела з написом «Зведено за імператорським указом».
У 1690 Святим Престолом засновано пекінську архієпархію. У Пекіні з'явився перший католицький єпископ – францисканець Бернардін делла К'єза – і церква стала собором.
У 1703 почалися розширення і реконструкція собору, і через десять років, після їх завершення, собор став другою в Пекіні будівлею, побудованою в європейському стилі.
У 1720 будівля зруйнована землетрусом. Збудовано нову будівлю, у формі хреста, яка в 1730 теж пошкоджена землетрусом; на його ремонт імператор Юнчжен виділив 1000 лян срібла.
У 1775 собор постраждав від пожежі, і імператор Цяньлун виділив на його реставрацію 10 000 лян.
У 1838 вийшов імператорський указ про обмеження діяльності католицької церкви в Китаї. Відповідно до цього указу собор був конфіскований державою, і повернуто церкви лише після Другої Опіумної війни у 1860.
У 1900 під час повстання їхетуанів собор був 14 червня, як і інші церкви Пекіна, зруйнований вщент.
У 1904 на цьому місці зведено сучасну будівлю.